# Bull-Pass
Der Bull-Pass ist ein niedrig gelegener Gebirgspass in der Olympus Range des Transantarktischen Gebirges im ostantarktischen Viktorialand. Er liegt zwischen Mount Jason und Mount Orestes und verbindet das McKelvey Valley mit dem Wright Valley.
Teilnehmer einer von 1958 bis 1959 durchgeführten Kampagne im Rahmen der neuseeländischen Victoria University’s Antarctic Expeditions benannten ihn nach Colin Bruce Bradley Bull (1928–2010), Leiter dieser Forschungsreise.